# Iton semamora
Iton semamora là một blue butterfly which is found in South và Đông Nam Á, specifically, Sikkim, Myanmar and peninsular Malaysia.